# The Roman Holidays
The Roman Holidays (br: Os Muzarelas) é um desenho animado de 1972, que foi produzido pela Hanna-Barbera. O desenho contava as aventuras e desventuras vividas por Zecas Muzarela (Gus Holiday) e sua família, que viviam na Roma Antiga. O desenho procurava seguir a linha dos populares Os Flintstones e Os Jetsons, mas não alcançou o mesmo sucesso dos que o inspiraram. Devido à baixa receptividade do público, teve apenas uma temporada de 13 episódios de exibição e não foi mais produzido, porém no Brasil, onde foi exibido às quartas-feiras dentro do Globo Cor Especial, teve boa repercussão e foi líder de audiência no horário (meio-dia).
Lançado os quadrinhos na revista Heróis da TV da Editora Abril, com o nome de "Folias Romanas", a tradução ao pé da letra do nome original.

## Personagens
Os personagens do núcleo principal do desenho são:
- Zecas Muzarela - Patriarca da família Mussarela, operário da construção civil
- Laura Muzarela - Esposa de Zecas
- Jocas Muzarela - Filho mais velho de Zecas e Laura, apaixonado por sua namorada Ruivias.
- Precócia Muzarela - Caçula da família. Como o nome já diz, é uma menina inteligente e muito madura para a sua idade.
- Brutus - Leão de estimação da família. Covarde e tímido.
- Chatus - Senhorio do prédio onde mora a família. Rabugento e irritadiço, sempre atormenta a vida de Zecas.
- Ruivias - Namorada de Jocas, às vezes um pouco geniosa, mas em geral atenciosa e gentil.
- Gambazius - Patrão de Zecas, dono da empresa de construção onde o mesmo trabalha.

## Dubladores

### Nos Estados Unidos
- Zecas Muzzarela: Dave Willock
- Laura Muzzarela: Shirley Mitchell
- Precocia Muzzarela: Pamelyn Ferdin
- Jocas Muzzarela: Stanley Livingston
- Henrietta: Janet Waldo
- Ruivias: Judy Strangis
- Gambazius: John Stephenson
- Chatus: Dom De Luise
- Brutus: Daws Butler
- Herman: Hal Peary

### No Brasil
- Estúdio: Herbert Richers
- Zecas Muzzarela: Antônio Patino
- Laura Muzzarela: Selma Lopes
- Precocia Muzzarela: Nair Amorim
- Jocas Muzzarela: André Filho
- Henrietta: Nelly Amaral
- Ruivias: Juraciara Diacovo
- Gambazius: Magalhães Graça
- Chatus: Mário Monjardim
- Brutus: Waldir Fiori
- Herman: Orlando Drummond